# Aringa jezik
Aringa jezik (Ãrị̃ngã, ISO 639-3: luc), nilsko-saharski jezik centralnosudanske skupine, kojim govori oko 589 000 ljudi (1991 popis) iz plemena Aringa sjeverno od Albertovog jezera u Ugandi (okrug Aringa). 
Klasificira se centralnoj moru-madi podskupini. Piše se latinicom.

## Vanjske poveznice
- Glottolog, Spoken L1 Language: Aringa